# 人間なのさ (Hump Backのアルバム)
『人間なのさ』（にんげんなのさ）は、日本のロックバンド、Hump Backのメジャー1枚目のフルアルバム。2019年7月17日、Vap内のレーベル「林音楽教室」より発売。

## 概要
Hump Backメジャーデビュー後、初となるフルアルバム。メジャーデビュー後、『拝啓、少年よ』と『涙のゆくえ』の2枚のシングルのリリースを経て、本作の発売となった。本作には両シングルの収録曲の一部が収められている。なお、先行する両シングルがVapから発売されているのに対し、本作はVap内に新たに設立されたレーベル、「林音楽教室」からのリリースとなる。
また、CDのみの通常盤のほか、DVD付きの初回盤が存在し、初回盤DVDには2019年5月12日に日比谷野外音楽堂で行われたライブ（同年2月から行われた「髪はしばらく切らないツアー」」のツアーセミファイナル）の模様が収録されている。

## 収録曲
- 全作詞／全作曲：林萌々子、全編曲：Hump Back

1. LILLY [2:10]
  - 日本テレビ系『スッキリ』2019年7月テーマソング[3]

アルバムのリード曲であり、MVが作成されている[3]。また、rockin'onの峯岸利恵は、本曲の歌詞について、（林自身は明言していないとはしながらも）林の愛犬の死がきっかけとなって書かれたのではないかと指摘している[4]。
2. 拝啓、少年よ [3:08]
  - メジャー1stシングル表題曲
3. サンデーモーニング [2:35]
4. コジレタ [3:20]
5. 生きて行く [3:01]
  - メジャー2ndシングル収録曲
6. オレンジ [1:40]
本曲について林は「友人が鬱病だと知った際になぜ自分は気づくことができなかったのか」という思いがもとになっていると述べている[5]。
7. Adm [1:56]
8. クジラ [3:41]
  - メジャー2ndシングル収録曲
9. 恋をしよう [3:22]
林によると、本曲は「妄想」に基づいて書かれたものであり、自分が経験していないことで曲を作るのが初めてであったと述べている[6]。
10. ナイトシアター [4:34]
  - メジャー1stシングル収録曲
11. 僕らは今日も車の中 [2:19]
本曲もMVが作成されている。MVは、メンバーらによって撮影された日常風景などを映す動画で構成されている[7]。

### 初回盤DVD収録曲
1. 拝啓、少年よ
2. のらりくらり
3. うたいたいこと
4. サーカス
5. 生きて行く
6. 短編小説
7. クジラ
8. ナイトシアター
9. 悲しみのそばに
10. 月まで
11. 星丘公園

## 批評
本アルバム及びバンドの音楽について、音楽ライターの兵庫慎司は「誰も表現できなかった感情を音楽に置き換えているわけではなくて、誰もが身に覚えがある、だから古今東西あらゆる歌い手が表現してきたような感情、思い、考えを歌にしているのに、既視感ゼロで瑞々しく心に突き刺さってくる」と述べ、バンドの音楽に好意的な評価を示すとともに、バンドの音楽が支持される理由について分析している。
また、ototoyの岡本貴之は、本アルバムについて「3人の青春を刻んだ記念碑的なアルバムであって、同世代の人びとにとっては自分の青春を重ねる事が出来る作品だ」と述べ、本作が「青春」を送る人びとなど、様々な人の人生に重ね合されて聴かれる可能性を指摘している。